# Idaea centribitangens
Idaea centribitangens là một loài bướm đêm trong họ Geometridae.